# 메틸 아이소프로필 케톤
메틸 아이소프로필 케톤(영어: methyl isopropyl ketone, MIPK) 또는 3-메틸-2-부탄온(영어: 3-methyl-2-butanone)은 케톤이며 중요도가 낮은 용매이다. 메틸 아이소프로필 케톤은 메틸 에틸 케톤(MEK)와 비슷하지만 용해력이 낮고 가격이 더 비싸다.

## 같이 보기
- 펜탄온
- 2-펜탄온
- 3-펜탄온